# Laureano Muñoz Viñarás
Laureano Muñoz Viñarás (Santa María de las Hoyas, 1917-Soria, 2004) fue un periodista y crítico de arte español, 

## Biografía
Estudió Filosofía y Humanidades en el Seminario Diocesano Santo Domingo de Guzmán, de El Burgo de Osma, y en 1938, al terminar sus estudios, ingresó en la Academia Militar de Granada, donde obtuvo el despacho de alférez provisional. Como oficial de complemento participó en la guerra civil, en la que resultó herido de gravedad en el frente del Ebro. Al no poder alistarse en la División Azul, se licenció del Ejército en 1942.
Desde el final de la guerra hasta que abandonó el Ejército participó en el desarrollo de las actividades formativas del Frente de Juventudes, en el que colaboró con dirigentes nacionales como José Antonio Elola Olaso. Fruto de aquella etapa es la fundación del campamento de Covaleda, en Soria.
Cursó la carrera de Periodismo en la Escuela Oficial de Madrid, en la que se graduó en 1945, en la tercera promoción, de la que también formaban parte otros destacados periodistas como José Ramón Aparicio, Manuel Calvo Hernando, José Luis Rubio Cordón y Vicente Andrés Estellés.
Comenzó a ejercer como periodista en Bilbao, en el periódico vespertino Hierro de la cadena de Prensa del Movimiento, en la que permaneció hasta su jubilación en 1977. Muy joven accedió a responsabilidades directivas. Fue director del diario Imperio, de Zamora, y director-gerente del diario Proa, de León, cargos que simultaneó con puestos de consejero provincial del Movimiento y del sindicato de Artes Gráficas. Siendo director de Proa contrató a Miguel Gila como colaborador del periódico, de modo que el  genial humorista pudo publicar sus primeras viñetas y comentarios impresos.
Por discrepancias con la línea informativa de la dirección de la cadena y con la jerarquía de la Secretaría General del Movimiento fue destituido y trasladado de nuevo a Bilbao, como subdirector y redactor-jefe del diario Hierro. En 1962 fue designado vocal del Consejo Nacional de Prensa, lo cual le dio la oportunidad de participar en la definición de la nueva legislación, auspiciada por el ministro Manuel Fraga Iribarne, que suavizó la censura vigente hasta el momento y reguló el ejercicio de la profesión en España. También fue, durante muchos años, miembro de la comisión directiva de la Federación Nacional de Asociaciones de la Prensa.
Presidió durante ocho años la Asociación de la Prensa de Bilbao y dirigió la Hoja del Lunes, impulsando con su influencia un nuevo espíritu de apertura y pluralidad. A ese clima se refería José Manuel Alonso cuando escribió en la revista Bilbao, con motivo del séptimo centenario de la fundación de la villa: «En Bilbao se ha desarrollado el periodismo más cargado de ideas plurales y diversas».
Maestro de varias generaciones de periodistas que desarrollaron las prácticas de su carrera bajo su supervisión, Laureano Muñoz destacó por su espíritu innovador en facetas tan diversas como el reporterismo y el diseño gráfico (denominado entonces "confección"). Como también escribe José Manuel Alonso, «Bilbao, además, ha sido pionera en la creación de suplementos, de formas y estilos de hacer periodismo, de entenderlo desde su temática, su creación y su difusión».
Durante su segunda etapa profesional en el País Vasco, Muñoz Viñarás se orientó sobre todo a la difusión cultural. Miembro de las asociaciones nacional e internacional de críticos de arte, su dedicación a la crítica se extendió hasta finales de los años setenta. Bajo los títulos "El Arte por el Arte" y "Ronda de Exposiciones", firmados con su nombre o con el seudónimo de "Megara", aparecen sus análisis y reflexiones sobre la producción artística de cuantos pintores y escultores expusieron en las galerías bilbaínas desde los años cincuenta hasta mediados los setenta, ininterrumpidamente.

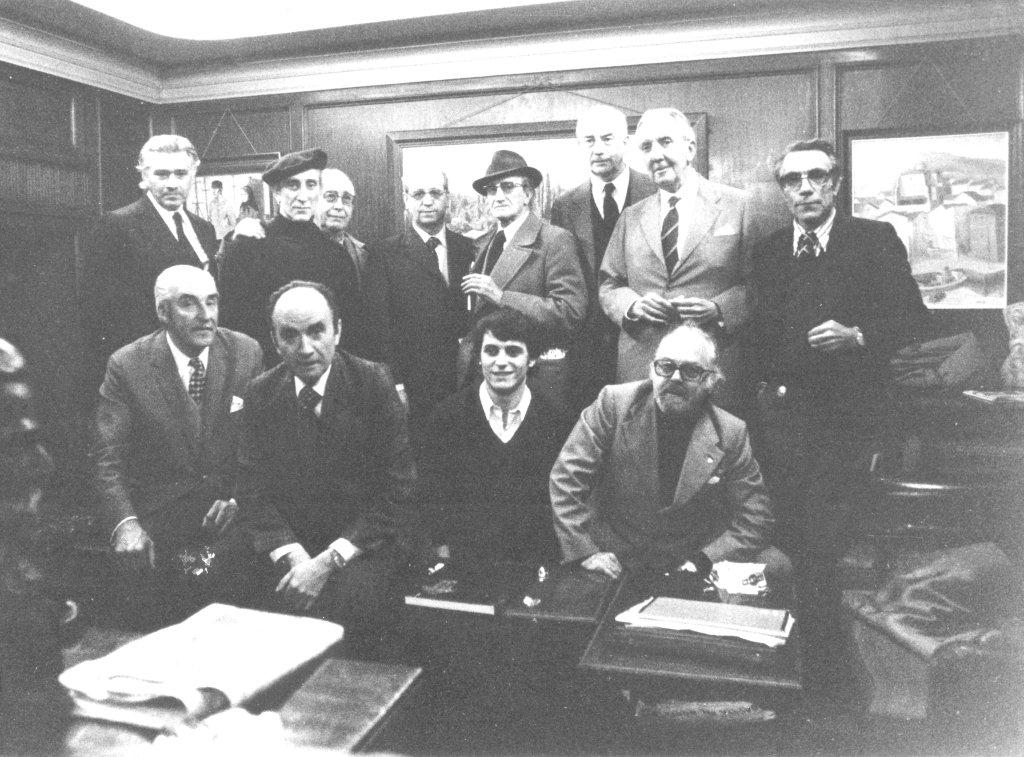
Tertulia en la Galería Windsor (Bilbao), mayo de 1977

Además, Laureano Muñoz fue cofundador de la revista cultural Chamba y director de las revistas Gran Vía y Arte y Cemento, publicación pionera ésta en especializarse en arquitectura y construcción.
Recibió por su producción cultural varios premios, entre los que destaca el concedido por el Instituto de Cultura Hispánica.
Sus críticas de arte están incluidas en los principales libros sobre el arte español de esos años, así como en numerosas monografías sobre las figuras más representativas de la época. Como queda recogido en el libro de S. Martín-Cruz, el pintor de Vera de Bidasoa Juan Larramendi, quien disfrutó de sus principales éxitos durante su exilio en Venezuela, Argentina y los Estados Unidos, afirmó: «Solamente un crítico ha llegado a enterarse de lo que es mi obra, un tal Muñoz Viñarás, de Bilbao; todos los demás (...) sólo han dicho chorradas».
También en esta faceta de crítico de arte demostró su apertura de miras y su carencia de cualquier rasgo de partidismo o sectarismo. Cuando se publicó en 1978 la biografía Ibarrola, un pintor maldito -escrita por Javier Angulo-, el conocido artista vasco, que había sido represaliado en los años sesenta por su activismo comunista, escribió de su puño y letra: «A Laureano Muñoz Viñarás, en testimonio de reconocimiento a su trato correcto y digno en aquellos momentos que se practicó mi aislamiento y represión, y en los que supo alentarme como pintor sin censurarme mi conducta política ni silenciar mi opción ética en la creación estética».

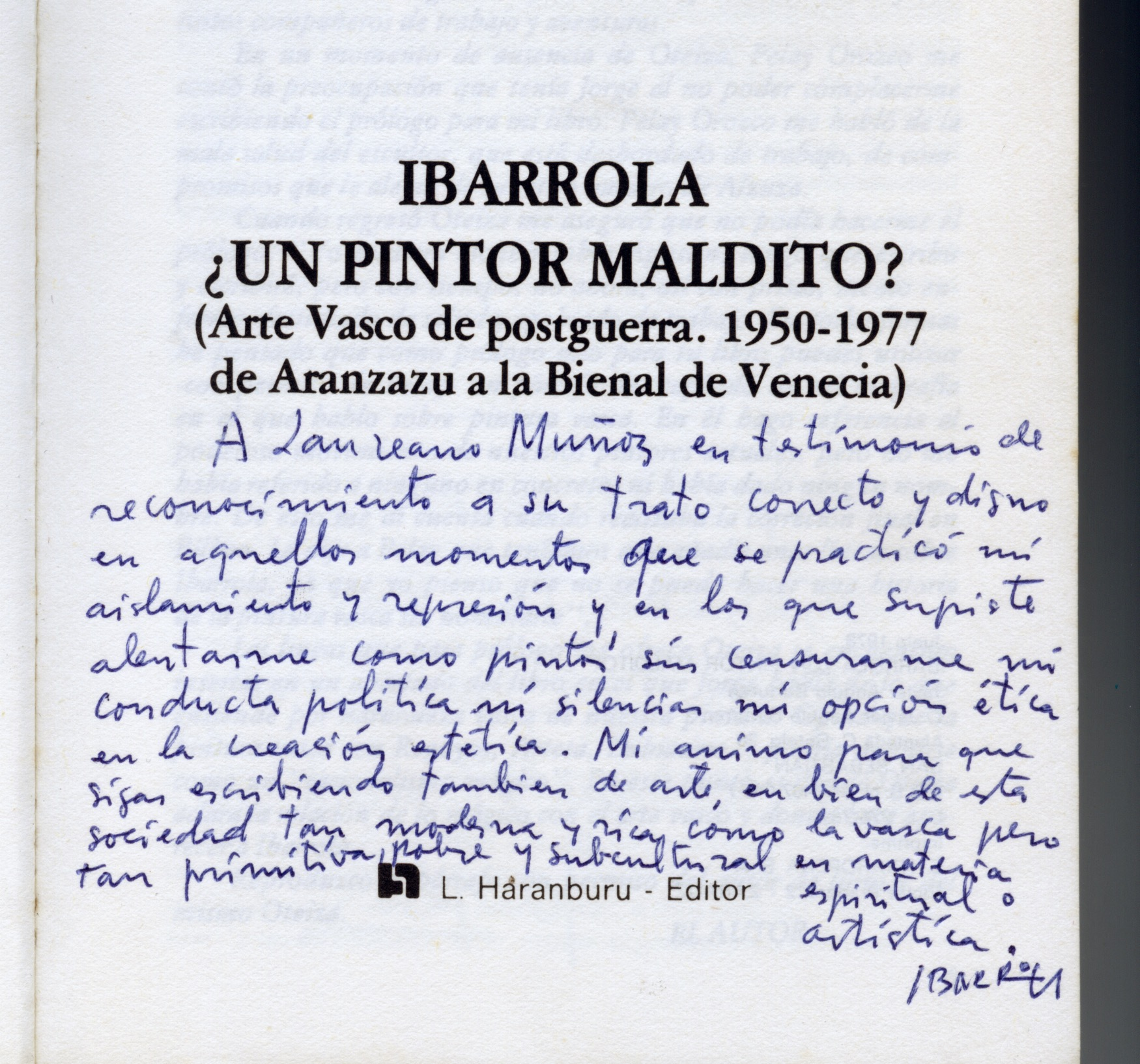

## Obras
- VV.AA., "Picasso (homenaje)", Editado por la Asociación Española de Críticos de Arte, 1973. ISBN 844007137X
- LAUREANO MUÑOZ VIÑARÁS, "Aguilar Alcuaz. Wandtapijten", De Zormerwijzer, Eindhoven, 1973.
- VV.AA., "De Vargas", Colección Maestros Españoles del Arte Contemporáneo", Ed. La Gran Enciclopedia Vasca, Bilbao, 1976. ISBN 8424802861.
- VV.AA., "Eusko Entziklopedia", Ed. Auñamendi.
- VV.AA., "Pintores y Escultores vascos de ayer, hoy y mañana", Ed. La Gran Enciclopedia Vasca.